# Turn 10 Studios
Turn 10 Studios je americké vývojářské studio se sídlem v Redmondu ve státě Washington. Bylo založeno v roce 2001 společností Microsoft Game Studios (nyní známé jako Xbox Game Studios) za účelem vývoje her série Forza pro herní konzole Xbox. Nejnovější hrou studia je Forza Motorsport 7, která vyšla v roce 2017.

## Historie
Studio Turn 10 bylo založeno v roce 2001 společností Microsoft v rámci její divize Microsoft Game Studios za účelem vývoje série závodních her, které se později staly známými pod názvem Forza. V době založení studia měla většina zaměstnanců zkušenosti s vydáváním her, např. Project Gotham Racing a Golf 4.0, ale na vývoji her se nepodílela. V říjnu 2014 zaměstnávalo studio přibližně 100 zaměstnanců.

## Technologie
Společnost Turn 10 vyvíjí a používá vlastní software pro 3D modelování nazvaný Fuel, jenž umožňuje, aby na jednom modelu (především na modelech automobilů a závodních tratí) pracovalo současně více výtvarníků.

## Vyvinuté hry
| Rok  | Název                    | Platformy                          |
| ---- | ------------------------ | ---------------------------------- |
| 2005 | Forza Motorsport         | Xbox                               |
| 2007 | Forza Motorsport 2       | Xbox 360                           |
| 2009 | Forza Motorsport 3       | Xbox 360                           |
| 2011 | Forza Motorsport 4       | Xbox 360                           |
| 2013 | Forza Motorsport 5       | Xbox One                           |
| 2015 | Forza Motorsport 6       | Xbox One                           |
| 2016 | Forza Motorsport 6: Apex | Microsoft Windows, Xbox One        |
| 2017 | Forza Motorsport 7       | Microsoft Windows, Xbox One        |
| 2023 | Forza Motorsport         | Microsoft Windows, Xbox Series X/S |